# Ting Hsin International Group
Die Ting Hsin International Group (chinesisch 頂新國際集團, Pinyin Dǐnxīn Guójì Jítuán) ist ein Unternehmen aus Taiwan. Der Familienbetrieb ist der größte Trocken-Teigwarenhersteller in ganz China, der Konzern beschäftigt sich neben Lebensmitteln im Allgemeinen inzwischen auch mit Immobilien und Telekommunikation.

## Geschichte
Ting Hsin International Group wurde 1958 in Yongjing, Landkreis Changhua, Taiwan von der Familie Wei gegründet. Die ursprüngliche Firma war die Dingxin-Ölfabrik für Speise- und Industrieöl, 1974 in Top New Oil Company umbenannt, für die Produktion von industriellem Rizinusöl. Schon ab 1989 bestand eine Niederlassung in Peking in der Volksrepublik.
1991 stiegen die Gebrüder Wei in die Produktion von Fertiggerichten ein, 1992 wurden die Fast-Food-Kette Tianjin Ding Yi International Food Company (Dicos) und die Marke Master Kong (Tingyi Holding Corporation) gegründet. Die eigentliche Konzern-Holding Ting Hsin International entstand 1996. 2001 entstand die Wei Chuan Foods Corp. in Hangzhou. Ab 2005 firmierte die Ölsparte als Cheng I Group Co.
2009 wurde Ting Hsin größter privater Anteilseigner der Taipei Financial Center Corporation, zu welcher der Taipei 101 gehört. 2012 wurde eine strategische Allianz mit PepsiCo begonnen, die China-Abfüllung der Pepsi-Produke wurde an die Tingyi-Asahi Beverages Holding Co. übergeben, ein Joint-Venture mit dem japanischen Konzern Asahi Breweries, gegen Tausch von 5 % Anteil an Ting Hsin International. Auch eine 52-%-Mehrheit an Taiwan Star Telecom gehört zum Konzern, und seit 2014 China Network Systems.
2013/14 gerieten Ting Hsin International und die Tochter Ting Hsin Oil and Fat Industrial Co. in Kritik, da sie am Nahrungsmittelskandal in Taiwan um als Speiseöl umdeklarierte und kontaminierte Futter- und Altspeiseöle (gutter oil) beteiligt waren. Diese Praxis soll seit 2007 üblich gewesen sein. 2016 wurde Wei Ying-chung nach vorherigen Freisprüchen zu vier Jahren Haft verurteilt, die Strafe wurde in Berufung auf zwei Jahre reduziert.

## Firmen und Marken
- Master Kong/Kangshifu (Tingyi)
- Wei-Chuan Food Corporation
- Family Mart, Handelskette in Festlandchina (ca. 800)[2]
- Dicos, Western Fast Food Restaurants, (Tianjin Ding Qiao Food Service, ca. 1200)[2]